# Edward Thorndike
 (janvier 2025).
Pour les articles homonymes, voir Thorndike.
Edward Lee Thorndike, né le 31 août 1874 à Williamsburg (Massachusetts) et mort le 9 août 1949 à Montrose (New York) est un psychologue et professeur d'université américain. Précurseur du béhaviorisme, il est notamment connu pour ses recherches sur l'intelligence animale et en psychologie de l'éducation.

## Biographie
Il étudie d'abord à l'université Wesleyenne puis suit les cours de William James à l'université Harvard en 1895. L'année suivante, il entre à l'université Columbia où il prépare sa thèse doctorale, soutenue en 1898 sous la direction de James McKeen Cattell. Il enseigne durant une année à la Case Western Reserve University, puis à Columbia où il reste jusqu'en 1904, d'abord en qualité d'assistant puis à partir de 1904 en tant que professeur et enfin de 1922 à 1940 comme directeur du département de psychologie de l'Institute of Educational Research.

## Recherches

### Intelligence animale
Les travaux les plus connus de Thorndike portent sur l'apprentissage chez l'animal puis chez l'homme. Il a remis en cause les conceptions dominantes à l'époque concernant l'intelligence des chiens et des chats en suggérant que leur capacité de résolution de problème (ouvrir une porte pour atteindre de la nourriture par exemple) est largement due au hasard.
Sa thèse, intitulée Animal Intelligence: An Experimental Study of the Associative Processes in Animals, est basée sur une série d'expériences dans lesquelles des chats enfermés doivent découvrir le mécanisme qui leur permet de se libérer et d'accéder à la nourriture. Les chats se déplacent dans la cage sans stratégie ou sans but apparents puis découvrent par hasard l'action qui leur apporte la solution. Après plusieurs essais ils savent comment obtenir de la nourriture et sortent de plus en plus vite de la cage.
Ces résultats ont été vivement critiqués comme étant un artefact de la situation expérimentale qui ne laisse pas à l'animal d'autre choix que de procéder au hasard. L'objection la plus sérieuse provient cependant de l'observation  d'un apprentissage immédiat, sans renforcement progressif, chez certains mammifères par le sociologue Leonard Hobhouse et surtout par Wolfgang Köhler durant son travail sur l'insight chez les chimpanzés.

### Lois de l'apprentissage
Thorndike développa de nombreuses expériences similaires sur l'être humain, en demandant par exemple à ses sujets de dire un chiffre entre 1 et 5 chaque fois qu'il prononce un mot. La récompense ou la punition (ce qu'on appelle maintenant le renforcement) sont le plus souvent de nature verbale, c'est-à-dire qu'il s'agit d'une simple approbation ou désapprobation par l'expérimentateur. Dans ces conditions les sujets apprennent, de façon largement inconsciente, à réaliser le comportement voulu (par exemple répondre « 5 » au mot « pomme de terre »).
Ces expériences permettent à Thorndike de formuler des grandes lois de l'apprentissage dont les deux plus connues sont :
- La loi de l'effet : un comportement suivi d'une récompense sera associé à la situation qui l'a déclenché.
- La loi de l'exercice, inspirée par Hermann Ebbinghaus : plus un sujet se comporte d'une certaine façon dans une situation donnée, plus l'association entre cette situation et ce comportement sera renforcée.

Thorndike s'est aussi intéressé au transfert de l'apprentissage d'une situation à une autre en fonction de leur similarité. D'autres résultats de ses recherches - partiellement remis en cause par la suite - concernent l'effet de la récompense. Selon Thorndike l'importance de cette récompense n'a que peu d'influence sur l'efficacité de l'apprentissage et l'existence d'une punition en cas de mauvaise réponse n'en a aucune.

## Une théorie connexionniste de l'esprit
En utilisant une terminologie moderne, on peut décrire ses grandes lois de l'apprentissage comme des principes gouvernant l'association entre stimulus et réponse. Ce type d'apprentissage par essai-erreur et association progressive entre une action et son résultat est à la base du béhaviorisme et du conditionnement opérant de Skinner.
Cette théorie de l'apprentissage a été baptisée à l'époque « théorie connexionniste » de l'esprit. Contrairement au connexionnisme moderne, Thorndike ne s'est pas intéressé en détail aux connexions entre neurones mais surtout aux associations entre percepts et comportements. La parenté avec le connexionnisme neuronal apparait cependant clairement dans les explications qu'il donne de phénomènes comme la diffusion d'un renforcement aux associations précédentes et suivantes dans le déroulement de l'expérience. Thorndike considérait également l'intelligence comme le reflet du nombre de connexions neuronales dont disposait une personne.

## Autres travaux de Thorndike
S'il est essentiellement connu dans le champ de la psychologie pour ses lois de l'apprentissage et pour son influence sur le béhaviorisme, le travail scientifique de Thorndike ne s'est pas limité à ce domaine. Enseignant toute sa vie dans un institut de ce qu'on appellerait aujourd'hui les sciences de l'éducation, il a consacré de nombreux efforts à la recherche appliquée.
Prônant une approche strictement quantitative de la psychologie, Thorndike a mené de nombreuses recherches sur la mesure de l'intelligence. Opposé au facteur g de Charles Spearman, il considérait que l'intelligence était multi-dimensionnelle et distinguait entre intelligences abstraite, mécanique (mechanical) et sociale. Ses travaux ont donné lieu à la création de plusieurs tests d'entrée aux universités ou de sélection pour l'armée et débouchent sur la publication en 1926 de The Measurement of Intelligence.
Un autre centre d'intérêt de Thorndike est la pédagogie. Il est l'auteur d'un dictionnaire pour enfants et a entrepris de recenser les mots les plus courants de la langue anglaise pour baser l'enseignement du vocabulaire sur cette liste. Il a également travaillé sur un livre de problèmes d'arithmétique, basé sur l'idée que ces problèmes devaient avant tout être des problèmes plausibles et non pas des exemples abstraits dont la compréhension posait autant de difficultés que la résolution proprement dite.

## Distinctions
- 1912 : président de l'Association américaine de psychologie
- 1934 : président de l'Association américaine pour l'avancement des sciences.

## Citation
Whatever exists at all exists in some amount. La forme complète de cette citation de Thorndike est en fait : « Whatever exists at all exists in some amount. To know it thoroughly involves knowing its quantity as well as its quality. » (Tout ce qui existe, existe dans une certaine mesure. La connaître à fond implique de connaître sa quantité aussi bien que sa qualité.)

### Ouvrages (sélection)
- Animal Intelligence: An Experimental Study of the Associative Processes in Animals. Columbia University, thèse de doctorat, 1898
- Introduction to the theory of mental measurement. New York : Science Press (Cattell's), 1904.
- Educational Psychology : The Psychology of Learning. New York : Teachers College Press, 1913
- The Teacher's Word Book. New York : Teachers College, 1921
- The Psychology of Arithmetic. New York : Macmillan, 1922
- Human Learning. New York : Appelton-Century-Crofts, 1931
- The Fundamentals of Learning. New York : Teachers College Press, 1932
- The Measurement of Intelligence, avec E. Bergman, M. Cobb &  E. Woodyard, New York : Teachers College Press, 1926